# Хон Моркільйо
Хон Моркільйо (ісп. Jon Morcillo, нар. 15 вересня 1998, Аморебієта-Ечано) — іспанський баскський футболіст, лівий вінгер клубу «Атлетік Більбао».

## Ігрова кар'єра
Народився 15 вересня 1998 року в місті Аморебієта-Ечано. Вихованець юнацьких команд футбольних клубів «Аморебієта» та «Дуранго». У кладі останнього він і дебютував на дорослому рівні 1 травня 2016 року в гостьовому матчі Терсери проти «Вікторії» (Гастейс) (2:0). Цей матч так і залишився єдиним.
У червні 2016 року Моркільйо приєднався до клубу «Атлетік Більбао» у віці 17 років і перші два роки грав у фарм-клубі «Басконія» з Басаурі, що також виступала у Терсері. Більшість часу, проведеного у складі «Басконії», був основним гравцем атакувальної ланки команди, зігравши у 68 іграх чемпіонату, в яких забив 12 голів. Після того в червні 2018 року Хон був переведений до резервної команди, «Більбао Атлетік», у складі якої провів наступні два роки своєї кар'єри гравця виступаючи у Сегунді Б. Граючи у складі «Більбао Атлетіка» також здебільшого виходив на поле в основному складі команди, зігравши 43 матчі і чемпіонату і забивши 11 голів.
8 травня 2020 року Моркільйо подовжив контракт із «Атлетіком» до 2023 року , після чого провів передсезонні збори з основним складом. Дебютував у першій команді в матчі Ла Ліги 12 вересня, за три дні до свого 22-го дня народження, зігравши усі 90 хвилин виїзного матчу проти «Гранади» (0:2). У жовтні 2020 року Моркільйо став повноцінним гравцем основного складу, отримавши номер 2. 17 січня 2021 року він виграв свій перший титул — Суперкубок Іспанії, вийшовши на заміну у фінальному матчі проти «Барселони» (3:2). Станом на 22 січня 2021 року відіграв за клуб з Більбао 15 матчів в національному чемпіонаті.

## Виступи за збірні
В листопаді 2020 року дебютував у складі неофіційної збірної Країни Басків в товариському матчі проти Коста-Рики (2:1).

## Титули і досягнення
- Володар Суперкубка Іспанії (1):

«Атлетік Більбао»: 2020